# Azurjuveltrast
Azurjuveltrast (Pitta steerii) är en tätting i familjen juveltrastar som förekommer i Filippinerna.

## Utseende
Azurjuveltrasten är en färgglad marklevnade tätting med en kroppslängd på 18-19.5 centimeter. Huvudet är svart, strupen vit och ovansidan grön bortsett från den azurblå övergumpen och en fläck på vingen. Undersidan är blekare blå med en svart fläck på bukens mitt som övergår till lysande scharlakansrött på nedre delen av buken och undre stjärttäckarna. Benen är grårosa, näbben mörk. Lätet är en högljudd och explosiv serie av fyra till fem korta visslingar.

## Utbredning och systematik
Azurjuveltrast delas in i två underarter med följande utbredning:
- Pitta steerii coelestis – förekommer på de filippinska öarna Samar, Leyte och Bohol.
- Pitta steerii steerii – förekommer på ön Mindanao i södra Filippinerna.

Sedan 1980 har den dock påträffats vid endast tre lokaler: Rajah Sikatuna National Park på Bohol, där den är lokalt vanlig samt  Bislig och en lokal på Zamboangahalvön på Mindanao.

## Levnadssätt
Fågeln bebor låglänt skog på kalkstenskarst eller skog med spridda kalkstensblock, upp till 750 meters höjd. Sentida studier visar att den finns i samröre med den endemiska trädarten Xanthostemon verdugonianus på östsluttningen av Mount Hilong Hilong på Mindanao samt i dvärgvuxen skog i låglänta områden vid Mount Hamiguitan.

## Status
Arten har en begränsad och mycket fragmentiserad utbredning med en världspopulation på endast 3.500-15.000 individer. Den tros också minska i antal till följd av skogsavverkning. Internationella naturvårdsunionen IUCN kategoriserar därför arten som sårbar.

## Namn
Fågelns vetenskapliga artnamn hedrar Joseph Beal Steere (1842-1940), amerikansk ornitolog, zoolog, paleontolog, antropolog och upptäcktsresande verksam i bland annat Moluckerna och Filippinerna 1874-1875 och 1887-1888.